# إيرنيستو ميخيا
إيرنيستو ميخيا (بالإسبانية: Ernesto Mejía)‏ هو لاعب كرة قاعدة فنزويلي، ولد في 2 ديسمبر 1985 في غوانير ‏ في فنزويلا.

## وصلات خارجية
- إيرنيستو ميخيا على موقع دوري كرة القاعدة الرئيسي (الإنجليزية)
- إيرنيستو ميخيا على موقع الدوري الياباني لكرة القاعدة (الإنجليزية)
- إيرنيستو ميخيا على موقعبيزبول رفرنس.كوم (الدوري الثانوي) (الإنجليزية)
- إيرنيستو ميخيا على موقع إي إس بي إن.كوم (أم.أل.بي) (الإنجليزية)
- إيرنيستو ميخيا على موقع مشجعي الرسوم البيانية (الإنجليزية)